# Kasper Sternberg
Kasper Sternberg Sjelle (26 februari 1989) is een Deens voormalig professioneel tafeltennisser. Hij speelt rechtshandig met de shakehandgreep.

## Belangrijkste resultaten
- Zilver in het mannen dubbelspel op de Europese kampioenschappen 2010 met Jonathan Groth.